# Kevin Curran
Kevin Patrick Curran (ur. 27 lutego 1957 w Hartford, zm. 25 października 2016 w Hollywood) – amerykański scenarzysta.
Pisał scenariusze seriali Simpsonowie (The Simpsons) oraz Świata według Bundych (Married... with Children), gdzie oprócz napisania scenariusza do kilku odcinków podkładał również głos pod psa rodziny Bundych – Bucka.